# Ingo Langner
Ingo Langner (* 1951 in Rendsburg) ist ein deutscher Autor, Publizist und Fernsehproduzent. Seit Februar 2022 ist er Chefredakteur des politischen Magazins Cato.

## Leben
Ingo Langner studierte Theaterwissenschaften und Germanistik. Anschließend arbeitete er von 1977 bis 1981 als Regieassistent und Dramaturg am Theater am Goetheplatz in Bremen (bei Dieter Reible), Staatstheater Kassel (Reible), Württembergisches Staatstheater in Stuttgart (bei Hansgünther Heyme).
Von 1980 bis 1987 war er Theaterregisseur mit diesen Inszenierungen: Strauß: „Wer hat Angst vor Botho Strauß?“ (Staatstheater Kassel), Goethe: „Stella – ein Lustspiel“ (Stadttheater Pforzheim), Marivaux „Ein Spiel von Liebe und Zufall“ (Stadttheater Pforzheim), Goethe „Stella – ein Trauerspiel“ (Städtische Bühnen Kaiserslautern), Turrini „Josef und Maria“ (Staatstheater Saarbrücken), Fugard: „Hallo und Adieu“ (Landesbühne Wilhelmshaven), Kleist: „Der zerbrochene Krug“ (Landesbühne Wilhelmshaven), Dìaz „Diese ganze lange Nacht“ (Staatstheater Braunschweig), Bassewitz „Peterchens Mondfahrt“ (Staatstheater Braunschweig), Fried (Ü) „Das Yorker Mysterienspiel“ (Staatstheater Braunschweig), Leutenegger „Lebewohl, Gute Reise“ (Städtische Bühnen Wuppertal, UA), Kroetz „Nicht Fisch, nicht Fleisch“ (Theater im Zimmer, Hamburg), Ende „Jim Knopf und die Wilde 13“ (Staatstheater Kassel), Sophokles „Antigone“ (Co-Regie mit Dieter Reible: Städtische Bühnen Osnabrück), Fries „Oscar Romero“ (Berliner Compagnie, Berlin) Kroetz „Ni chicha, ni limonada“ (Goetheinstitut Córdoba/Argentinien), Fries „Jedem das Seine“ (Berliner Compagnie, Berlin).
Von 1991 bis 1992 war er Theaterkritiker von RIAS-TV mit eigenem Sendeplatz (etwa 40 Beiträge/5 Min.). Ab 1984 auch als Fernsehjournalist aktiv mit zahlreichen Beiträgen für verschiedene Kulturmagazine (Sender Freies Berlin und RIAS-TV). Als freier Theaterkritiker schrieb er ab 1989 für den Der Tagesspiegel, die Vierteljahreszeitschrift Bühnenkunst : Sprache, Musik, Bewegung und die Berliner Zeitung. Seit Mitte der 1980er war er als Filmemacher aktiv, unter anderem schrieb er das Drehbuch zu Land in Sicht. Als freier Filmproduzent arbeitete er viele Jahre (1992–2005) für Deutsche Welle TV und erstellte visuelle Arbeiten für Ausstellungen z. B. im Deutschen Historischen Museum, bei den Berliner Festspielen und an der Humboldt-Universität zu Berlin. Bekannt davon könnten sein die Großprojektionsflächen im Raum „Kern“ (Design: Sir Ken Adam) bei der Ausstellung „7 Hügel – Bilder und Zeichen des 21. Jahrhunderts“ und die „Theatrum naturae et artis – Wunderkammern des Wissens“, die von Horst Bredekamp und Jochen Brüning kuratiert wurde.
Ab 2006 ist Ingo Langner im Filmbereich wieder ausschließlich als Autor/Regisseur von Dokumentarfilmen tätig. Im Januar 2009 hat er im Schloss Charlottenburg die Berliner Station der Vatikanausstellung „Opus Justitiae Pax – Das Werk der Gerechtigkeit ist der Frieden – Eugenio Pacelli – Papst Pius XII.“ produziert. Er schreibt regelmäßig als Gastautor u. a. für die Tagespost und Cicero. Seit Januar 2022 ist er Chefredakteur des politischen Magazins Cato.
Ingo Langner ist verheiratet und lebt in Berlin. 1992, nach dem Tod seiner ersten Frau, konvertierte er vom Protestantismus zum katholischen Glauben.
Der 2012 unter Pseudonym Julius Wintermanthel erschienene Roman Die schwarze Legende, der Rolf Hochhuths Der Stellvertreter thematisiert, stammt nach Ansicht von Heimo Schwilk aus Langners Feder.
Dies bestätigte Ingo Langner in einem Interview mit Martin Lohmann.

## Schriften
- Der Fall Galilei und andere Irrtümer: Macht, Glaube und Wissenschaft. (zusammen mit Walter Brandmüller), Sankt-Ulrich-Verlag, Augsburg 2006, ISBN 3-936484-81-3
- Papst Benedikt XVI.: ein Leben. Eine Hörbiografie von Ingo Langner. Jutta Lampe und Frank Arnold lesen. (Hörbuch), Argon-Verlag, Berlin 2008, ISBN 978-3-86610-686-4
- Vernünftig glauben. Ein Gespräch über Atheismus. [zusammen mit Walter Brandmüller], fe-medienverlag, Kißlegg 2010, ISBN 978-3-86357-000-2.
- Achtung! Achtung! Hier spricht der Krieg! 1914–1918. (als Herausgeber und Autor), bpb – Bundeszentrale für politische Bildung, Bonn 2014
- Gott, Kirche, Welt und der Teufels Anteil. Ingo Langner im Gespräch mit Pater Schmidberger von der Priesterschaft St. Pius X.; Patrimonium-Verlag, Aachen 2017, ISBN 3-86417-101-6
- Der Fall Pacelli – Ein Kriminalroman. Bernardus-Verlag, Aachen 2018, ISBN 978-3-8107-0283-8.
- Letzte Ausfahrt Stockholm. Friedhovens zweiter Fall, Bernadus-Verlag, Aachen 2019, ISBN 3-8107-0303-6
- Die Mächte der Finsternis. Ingo Langner im Gespräch mit Pater Franz Schmidberger von der Priesterbruderschaft St. Pius X. ISBN 978-3-86417-125-3
- Mikado - Eine Tragikomödie zwischen Himmel und Hölle, Patrimonium Verlag, Aachen, 2020

## Fernsehdokumentationen
als Autor, Regisseur:
- „Carlos Medina – Regisseur im Exil“, SWF, 1987
- „Der Pickwick Club – 5 Kurzfilme fürs Kinderfernsehen“, SFB, 1988
- „Bertolt Brecht – Klassiker oder Zeitgenosse“, SFB, 1988
- „Die Berliner Schaubühne“, ARD, 1988
- „Der Sehnerv darf verletzt werden, aber das Sitzfleisch nicht. Neues Möbeldesign in Berlin“, SFB, 1989
- „Die Berliner Off-Theater“, SFB, 1989
- „Die sieben Wunder der versinkenden Insel: Adieu Westberlin“, ARD, 1990
- „Wir hatten viel Theater zu Haus. Die Schroths“, Rias-tv, 1990
- „Das war’s. Bertolt Brecht und das Berliner Ensembles“, Rias-tv, 1991
- „Die deutsche Theaterlandschaft. Eine Reise durch die Subventionen“, Rias-tv, 1991
- „Das Berliner Theatertreffen“, Rias-tv, 1992
- „Eine Idee wird Wirklichkeit. Kulturdiplomaten im Vatikan“, DW-tv, 1998
- „Das Census-Projekt“, DW-tv, 2000
- „Auf SIE kommt es an! Solidarisch mit Frauen in Böhmen und Mähren“, für Renovabis, 2001
- „Ehre und Engagement“, DW-tv, 2002
- „Der Petersdom. Das Wunder von Rom. 500 Jahre Petersdom“. 3sat / MDR / WDR, 2006
- „Manoppello, Das wahre Gesicht Christi?“ 3sat / MDR, 2006
- „Benedikt XVI. – Eine deutsche Geschichte“ ARD: 1. Programm / BR / BR-alpha, 2007
- „Heilige Städte – Mekka“, arte / MDR, 2007.
- „Wir wollten das Kind. Mit 15 Vater werden“, SWR, 2007
- „Agnus Dei“, Cine+, 2010/2015
- „Das Antlitz Christi. Die Jesus-Trilogie von Joseph Ratzinger/Benedikt XVI.“ BR / Tellux-Film, 2015

als Kurator
„Der andere Blick. Michelangelos Fresken in der Sixtinischen Kapelle“ (Ausstellung 2016)
als Produzent, Autor, Regisseur, Moderator:
- „Buchhandlung. Ein Magazin für Leser“, DW-tv, monatlich von 1992 bis 1998

als Produzent:
- „Lesezeit. Eine Literatursendereihe“, DW-tv, wöchentlich von 1992 bis 1993, für „Lesezeit“ gelesen haben die Schauspieler:

Ulrich Mühe, Friedhelm Ptok, Jutta Lampe, Uwe Friedrichsen, Rolf Becker, Imogen Kogge, Thomas Holzmann, Helmut Lohner, Oliver Stern, Peter Simonischek, F.W. Bauschulte, Her-mann Treusch, Tina Engel, Hanns Zischler, Gerd Wameling, Walter Schmidinger, Traugott Buhre, Ulrich Matthes, Roland Schäfer, Dieter Mann, Michael König, Michael Maertens, Pinkas Braun, Michael Rehberg, Cornelia Froboess, Ben Becker.
- eigene TV-Interviews mit:

Konrad Adam, Heinz Ludwig Arnold, Paul Badde, Egon Bahr, Micha Bar-Am, Berthold Beitz, Ruth Berghaus, Luc Bondy, Tarcisio Kardinal Bertone, Kurt Biedenkopf, Wolf Biermann, Nicholas Boyle, Walter Brandmüller, Thomas Brechenmacher, Horst Bredekamp, Henryk M. Broder, Ignatz Bubis, Jürgen Busche, Karl Corino, Kai Diekmann, Irene Dische, Marion Gräfin Dönhoff, Angelica Domröse, Heinz Dürr, Joachim Fest, Jürgen Flimm, Georg Gänswein, Robert Gernhardt, Ralph Giordano, Peter Glotz, Mathias Greffrath, Gregor Gysi, Klaus Harpprecht, Leander Haußmann, Stefan Heym, Regine Hildebrandt, Hilmar Hoffmann, Michael Jürgs, Walter Kempowski, Sarah Kirsch, Kurt Kardinal Koch, Helmut Kohl, Christian Graf von Krockow, Gabriele Krone-Schmalz, Michael Krüger, Hans Küng, Manfred Lahnstein, Alexander Lang, Matthias Langhoff, Giovanni Lajolo, Karl Kardinal Lehmann, Erwin Leiser, Reinhard Lettau, Bernd F. Lunkewitz, Lothar de Maizière, Francesco Kardinal Marchisano, Marie Marcks, Monika Maron, Henry Maske, Matthias Matussek, Joachim Kardinal Meisner, Norbert Miller, Heiner Müller, Harry Mulisch, Adolf Muschg, Luciano Pavarotti, die Puhdys, Rosalie, Günther Rühle, Rüdiger Safranski, Udo Samel, Joachim Sartorius, Jérôme Savary, Annemarie Schimmel, Helmut Schmidt, Peter Schneider, Friedrich Schorlemmer, Alice Schwarzer, Lothar Späth, Peter Stein, Carola Stern, Wilhelm von Sternburg, Christoph Stölzl, George Tabori, Rolf Vollmann, Martin Walser, Manfred Wekwerth, Dieter Weirich, Richard von Weizsäcker, Katarina Witt, Markus Wolf, Michael Wolffsohn.